# BMW M Hybrid V8
BMW M Hybrid V8 — гоночный автомобиль, разработанный BMW M и построенный Dallara. Он разработан в соответствии с правилами LMDh и дебютировал в чемпионате IMSA SportsCar Championship 2023 года на открывающих сезон гонках «24 часа Дейтоны». Это знаменует собой возвращение BMW в высший дивизион гонок спортпрототипов со времен BMW V12 LMR в 1999 году. С сезона 2024 года автомобиль будет участвовать в Чемпионате мира по автогонкам на выносливость.

## История создания
В июне 2021 года BMW официально объявила, что присоединится к классу GTP IMSA в 2023 году, используя гоночный дизайн, соответствующий LMDh. Три месяца спустя было подтверждено, что BMW будет работать с Dallara в качестве поставщика шасси, что сделало BMW первым производителем в наборе правил LMDh, выбравшим Dallara в качестве своего партнёра. В ноябре 2021 года было объявлено о партнёрстве с Rahal Letterman Lanigan Racing для проведения выступлений автомобилей в IMSA, продолжая отношения, начавшиеся с BMW M3 GT2. Двигатель M Hybrid V8 представляет собой V8 с двойным турбонаддувом, который представляет собой развитие двигателя, установленного в BMW M4 DTM в 2017 и 2018 годах, в сочетании со стандартизированными гибридными деталями, предоставленными Williams Advanced Engineering, Bosch и Xtrac. В августе 2022 года было объявлено о партнёрстве с командой W Racing Team для управления заводской командой в Чемпионате мира по автогонкам на выносливость, который начнётся в 2024 году.
Тестирование машины M Hybrid V8 было завершено в Варано де Мелегари в конце июля 2022 года, после чего прошли испытания на трассах Барселона-Каталунья, Уоткинс-Глен, Роуд Атланта и Себринг.